# Bătălia de la Tigranocerta
Bătălia de Tigranocerta (în armeană Տիգրանակերտի ճակատամարտ, Tigranakerti tchakatamart) a fost o luptă care a avut loc la 6 octombrie 69 î.Hr. între forțele Republicii Romane și armata Regatului Armeniei condusă de regele Tigrane al II-lea (cel Mare). Forța romană, condusă de consulul Lucius Licinius Lucullus, l-a învins pe Tigrane și, prin urmare, a ocupat capitala Tigranocerta care purta numele lui Tigrane. 
Bătălia a avut loc în cel de-al treilea război mitradatic, care a fost un conflict militar între Republica Romană și Mitridates al VI-lea din Pont, a cărei fiică Cleopatra era căsătorită cu Tigranes. Mitridates al VI-lea a fugit ca să caute adăpost la ginerele său, dar Roma a invadat Regatul Armeniei. După ce au asediat Tigranocerta, forțele romane au fost respinse după un râu din apropiere, când marea armată armeană s-a apropiat. În retragerea tactică, romanii s-au regrupat și au atacat flancul drept al armatei armene. După ce romanii au învins catafracții armeni, restul armatei lui Tigranes, care era format în cea mai mare parte din soldați neexperimentați și trupe de țărani din imperiul său extins, au intrat în panică și au fugit, iar romanii au cucerit zona.

## Context
Expansiunea lui Tigranes în Orientul Apropiat a dus la crearea unui imperiu armean care se întindea aproape în întreaga regiune. Cu socrul său - aliat care a asigurat flancul vestic al imperiului, Tigranes a fost capabil să cucerească teritorii din Parția și Mesopotamia și să anexeze țările Levantului. În Siria, el a început construcția orașului Tigranocerta (scris și Tigranakert), pe care l-a numit după  el însuși și a importat o mulțime de popoare, inclusiv arabi, greci și evrei, pentru a-l popula. Orașul a devenit curând capitala regelui în Siria și a înflorit ca un centru minunat pentru cultura elenistică, completat cu teatre, parcuri și terenuri de vânătoare.
Această perioadă a hegemoniei armene în regiune s-a apropiat de sfârșit după o serie de victorii romane în războaiele romano-mitridatice. Fricțiunea dintre cele două puteri exista de câteva decenii, deși în timpul celui de-al treilea război mitridatic armatele romane conduse de Lucullus  au făcut progrese semnificative împotriva lui Mitridates, forțându-l să se refugieze cu Tigranes. Lucullus a trimis la Antiohia un ambasador, Appius Claudius. pentru a cere ca Tigranes să-și predea socrul; dacă ar refuza, Armenia s-ar confrunta cu războiul cu Roma. Tigranes a refuzat cererile lui Appius Claudius, afirmând că se va pregăti pentru război împotriva Republicii.   Lucullus a fost uimit când a auzit acest lucru în anul 70 și a început să se pregătească pentru o invazie imediată a Armeniei. Deși nu avea niciun mandat din partea Senatului pentru a autoriza o astfel de mutare, el a încercat să-și justifice invazia afirmând că inamicul este  regele Tigranes și nu supușii săi. În vara anului 69, și-a îndreptat trupele peste Cappodocia și râul Eufrat și a intrat în provincia armeană Tsop'k ' (Sophene), unde se afla Tigranocerta. 

## Asediul Tigranocertei

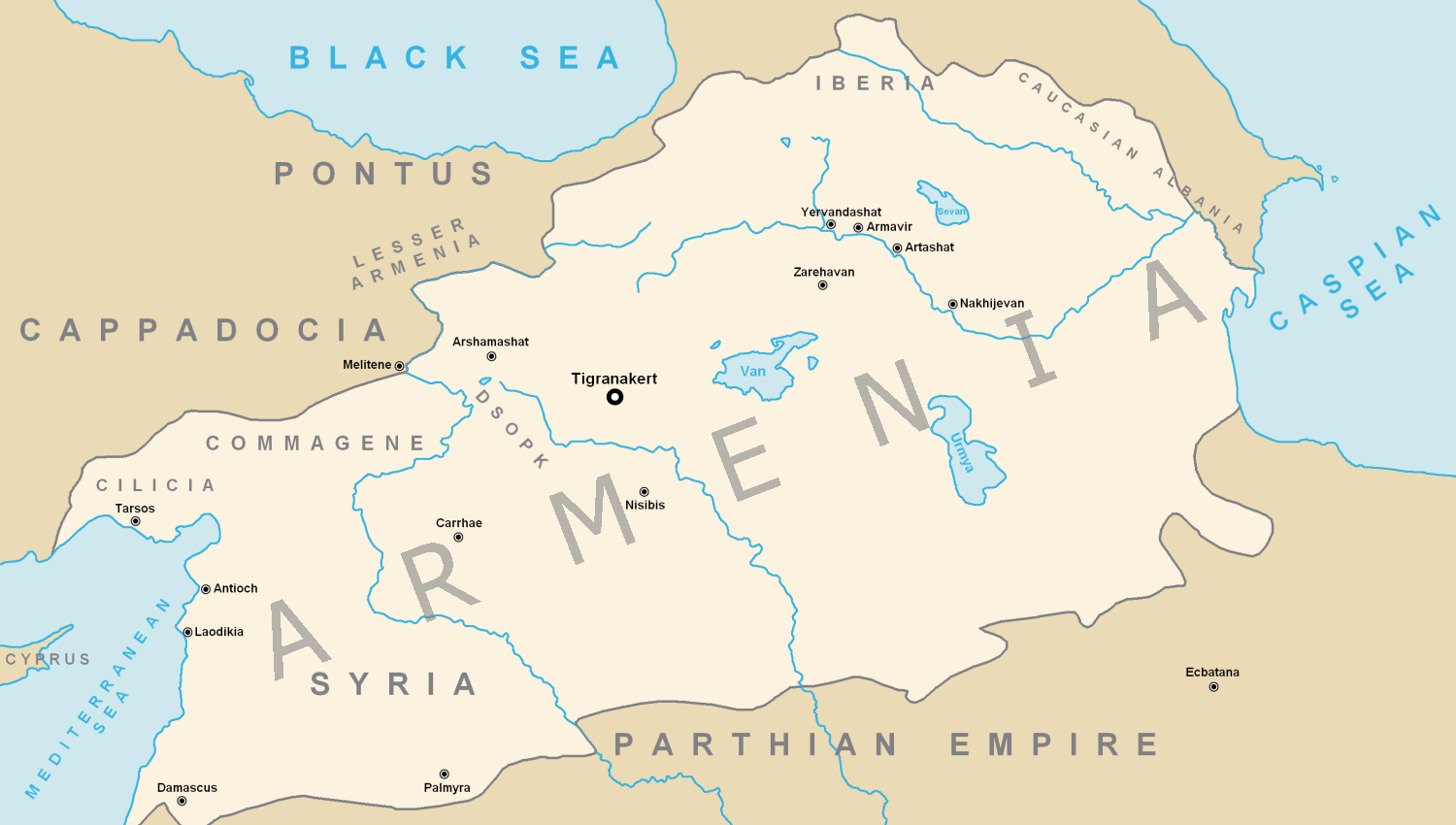
Imperiul lui Tigrane cel Mare în jurul anului 80 î.Hr.

Tigranes, care locuia la Tigranocerta în vara anului 69, nu a fost uimit doar de viteza avansării rapide a lui Lucullus în Armenia, ci de faptul că a lansat chiar o astfel de operație în primul rând. Incapabil să se împace cu această realitate pentru o anumită perioadă de timp, el a trimis tardiv un general numit Mithrobarzanes cu 2.000-3.000 de cavaleri pentru a încetini înaintarea lui Lucullus, dar forțele sale au fost despărțite în mai multe grupuri și puse pe fugă de cei 1.600 de cavaleri conduși de Sextiliu, un legatus care a slujit sub comanda lui Lucullus. Aflând de înfrângerea lui Mithrobarzanes, Tigranes a încredințat apărarea orașului său omonim lui Mancaeus și a plecat să recruteze o nouă armată în Munții Taurus. Legații lui Lucullus au reușit să distrugă două detașamente separate care veneau în ajutorul lui Tigrane și chiar au localizat și angajat forțele regelui într-un canion din Taurus. Lucullus a ales să nu-l urmărească pe Tigrane deoarece avea cale liberă spre Tigranocerta; a înaintat și a început să asedieze orașul.
Tigranocerta era încă un oraș neterminat când Lucullus l-a asediat la sfârșitul verii anului 69. Orașul era puternic fortificat și, potrivit istoricului grec Appian, avea ziduri groase și falnice, care se ridicau la 25 de metri, oferind o apărare formidabilă împotriva unui asediu prelungit Mașinile de asediu romane care au fost folosite la Tigranocerta au fost respinse în mod eficient de către apărători prin utilizarea naftei, un lichid inflamabil, făcând din Tigranocerta, potrivit unui cercetător, locul în care, „probabil, a avut loc un război chimic”.
Cu toate acestea, din moment ce Tigranes a luat cu forța mulți dintre locuitorii săi din țările lor natale și i-a adus în Tigranocerta, fidelitatea lor față de regele a fost pusă la îndoială. În curând și-au dovedit lipsa de încredere: când Tigranes și armata sa au apărut pe un deal vizibil din oraș, locuitorii l-au avertizat prin strigăte pe [Lucullus] de apropierea amenințătoare a armenilor”.

## Forțele
Appian susține că Lucullus s-a îmbarcat din Roma cu o singură legiune; la intrarea în Anatolia pentru a începe războiul împotriva lui Mitridates, a adăugat încă patru legiuni armatei sale. Mărimea totală a acestei forțe consta în 30.000 de soldați în infanterie și 1.600 de cavalerie. În urma retragerii lui Mithridates în Armenia, Appian estimează că forța invadatoare a lui Lucullus ar fi fost de doar două legiuni și de 500 de călăreți,  deși este foarte improbabil că ar fi început invazia Armeniei cu o armată atât de mică. Plutarh a oferit o cifră de 16.000 de infanterie grea și 1.000 de cavalerie, prăștieri și arcași pentru romanii de la Tigranocerta. Dintre aceștia, 6.000 de infanteriști grei nu au participat la luptă. Eutropius a afirmat că armata romană era formată din 18.000 de oameni. Istoricul Adrian Sherwin-White consideră că forțele lui Lucullus numărau 12.000 de legionari (care formau trei legiuni) și 4.000 de cavalerie și infanterie ușoară. Armata romană a fost consolidată în continuare de câteva mii de infanteriști și cavaleri aliați din Galatia, traci și din Bitinia, ajungând la o forță totală de 40.000 de oameni. 
Armata lui Tigranes avea clar o superioritate numerică față de cea a lui Lucullus. Potrivit lui Appian, acesta avea 250.000 de infanterie și 50.000 de cavalerie. Potrivit lui Plutarh, Lucullus a declarat într-o scrisoare către senat că a luptat cu 20.000 de prăștieri și arcași, 55.000 de cavaleri, inclusiv 17.000 cavalerie grea, 150.000 de infanterie grea și 35.000 de non-combatanți, adică un total de 225.000 de soldați și 35.000 de non-combatanți. Eutropius a mers mai departe, pretinzând că au fost 600.000 de catafracți armeni și 100.000 de infanterie. Memnon din Heraclea a dat o cifră mai modestă; 80.000 de infanterie și cavalerie. Phlegon din Tralles spune că Tigranes avea 70.000 de bărbați, inclusiv 30.000 de cavalerie și 40.000 de infanterie. Cu toate acestea, mulți istorici se îndoiesc că aceste cifre reflectă cu exactitate numărul adevărat al armatei Tigranes și cred că sunt foarte umflate.  Unii istorici, în special Plutarh, au scris că Tigranes considera armata lui Lucullus mult prea mică și, după ce a văzut-o, este citat că ar fi spus că „Dacă vin ca ambasadori, sunt prea mulți; dacă sunt soldați, prea puțini”, deși unii și-au exprimat îndoieli cu privire la veridicitatea acestui citat. În 1985, Ruben Manaseryan a estimat armata lui Tigranes la 80.000 - 100.000 de bărbați. Tigranele aveau de asemenea câteva mii de catafracți, formidabile trupe de cavalerie grea care erau îmbrăcate în armuri cu zale și înarmate cu lance, sulițe și/sau arcuri.

## Dispunerea și implicarea

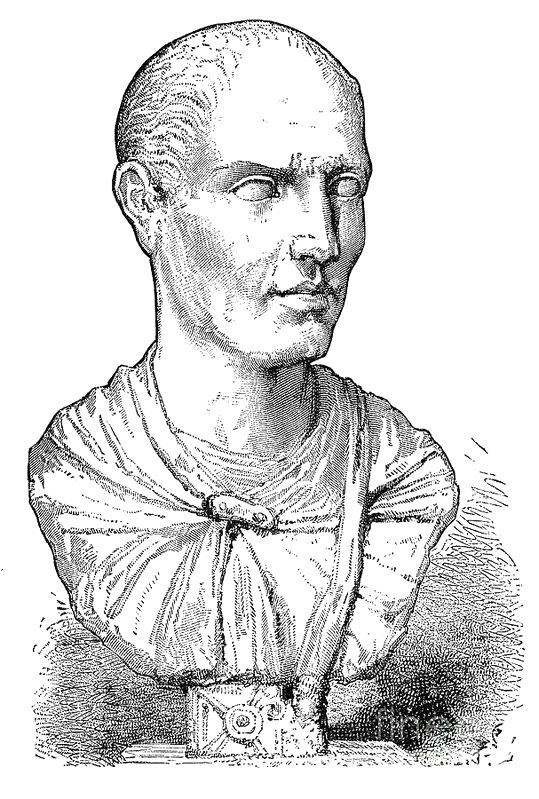
Comandantul armatei senatului roman, Lucius Licinius Lucullus.

Cele două armate s-au îndreptat spre râul Batman-Su în apropierea sud-vestului cetății Tigranocerta.
Armata lui Tigranes a fost poziționată pe malul estic al râului, în timp ce Lucullus, care a lăsat o pază în spate de 6.000 de infanterie grele sub conducerea lui Murena pentru a continua asediul orașului, a întâlnit armata armeană pe malul de vest al râului. Armata armeană era formată din trei secțiuni.  Doi dintre regii vasali ai lui Tigranes au condus flancurile din stânga și din dreapta, în timp ce Tigranes și-au condus catafracții în centru. Restul armatei sale stătea în fața unui deal, poziție pe care Lucullus a exploatat-o curând. Trupele romane au încercat la început să-l descurajeze pe Lucullus să se angajeze în luptă, deoarece era  6 octombrie, o zi marcată de dezastruoasa bătălie de la Arausio, în care generalul Quintus Servilius Caepio și armata sa romană au suferit  o înfrângere zdrobitoare din partea triburilor germane ale Cimbrilor și Teutonilor. Ignorând superstițiile trupelor sale, se spune că Lucullus a răspuns: „Adevărat, voi face ziua asta una norocoasă pentru romani”.
Cowan și Hook sugerează că Lucullus i-ar fi desfășurat pe romani într-o simplex acies, adică într-o singură linie, făcând astfel fațada armatei cât mai largă contra cavaleriei inamice.  El a luat mai multe dintre trupele sale în amal, unde râul a fost cel mai ușor de trecut și, la un moment dat, Tigranes a crezut că această mișcare însemna că Lucullus se retrage de pe câmpul de luptă. 
Lucullus hotărâse inițial să facă o șarjă în viteză cu infanteria sa, o tactică militară romană, care reduce la minimum timpul în care un inamic putea să-și folosească arcașii și prăștierii înainte de a intra în luptă cu infanteria. Cu toate acestea, s-a răzgândit în ultimul moment, când a realizat că armata de catafracți armeni reprezintă cea mai mare amenințare pentru oamenii săi, ordonând în schimb un atac de diversiune cu cavaleria sa tracică și din Galatia împotriva catafracților. Odată ce atenția catafracților era îndreptată în altă parte, Lucullus a pus două cohorte în formație manipulus și apoi le -a ordonat să treacă râul. Obiectivul său a fost să depășească pe flanc catafracții lui Tigranes, înconjurând în sensul acelor de ceasornic în jurul dealului și atacându-le din spate.
Lucullus a condus personal șarja pe jos și, după ce a ajuns în vârful dealului, și-a strigat soldaților în efortul de a-și mora moralul: „Ziua este a noastră, ziua este a noastră, colegii mei soldați!”.  Cu aceasta, el a dat instrucțiuni speciale cohortelor pentru a ataca picioarele și coapsele cailor, deoarece acestea erau singurele zone ale catafracților care nu erau blindate. Lucullus s-a deplasat pe jos împreună cu cohortele sale, iar ordinele sale s-au dovedit curând decisive: catafracții au fost surprinși  și, în încercările lor de a se elibera de atacatorii romani, se prăbușeau peste proprii soldați, totul în timp ce liniile armene au început să se prăbușească.
Infanteria, care era formată și din mai mulți soldați non-armeni, a început să rupă formația și confuzia s-a extins în restul trupelor armatei lui Tigranes. În timp ce regele armean Tigranes a fugit spre nord, întreaga linie a armatei sale a cedat.     

## Urmări și moștenire
Fără nicio armată lăsată să apere Tigranocerta și cu o populație străină care a deschis cu ușurință porțile către romani, armata lui Lucullus a început jefuirea și prădarea orașului. Orașul a fost ars. Tezaurul regelui, estimat la 8.000 de talanți, a fost jefuit și fiecare soldat din armată a primit 800 de drahme. Bătălia a dus și la pierderi teritoriale severe: cea mai mare parte a țărilor din imperiul lui Tigranes de la sudul munților Taurus a căzut sub conducerea Romei. În ciuda pierderilor grele pe care le-a suferit Tigrane, bătălia nu a pus capăt războiului. În retragere spre nord, Tigranes și Mitridates au reușit să scape de forțele lui Lucullus, deși au pierdut din nou împotriva romanilor în timpul bătăliei de la Artaxata. În 68, forțele lui Lucullus au început să se răzvrătească, dorind să se întoarcă acasă, iar el le-a retras din Armenia în anul următor.
Bătălia este evidențiată de mulți istorici deoarece Lucullus a depășit șansele numerice cu care s-a confruntat armata sa. Filozoful italian Niccolò Machiavelli a remarcat bătălia în cartea sa „Arta războiului”, unde a criticat dependența uriașă a cavaleriei gele a lui Tigranes față de infanteria sa.

### Victime
Victimele raportate în rândul armatei lui Tigranes sunt imense, cu estimări de la 10.000 la 100.000 de oameni. Phlegon a numărat 5.000 de morți și 5.000 de capturați. Orosius a dat un număr de 30.000 de pierderi, în timp ce Plutarh a ridicat la 100.000 numărul infanteriștilor uciși și întreaga sa cavalerie grea a fost ucisă, cu doar câțiva călăreți care au scăpat. 
Plutarh spune că, de partea romană, „doar o sută au fost răniți și doar cinci uciși” cu toate că aceste estimări atât de scăzute sunt extrem de nerealiste. Cowan și Hook, considerând ridicole aceste pierderi, cred că este clar că bătălia a fost câștigată cu pierderi disproporționate.